# Christian Lichtenberger
Christian Lichtenberger (* 12. Dezember 1995) ist ein österreichischer Fußballspieler.

## Karriere
Lichtenberger begann seine Karriere beim ATSV Vorwärts Steyr. 2008 wechselte er zur Union Dietach. Im September 2011 stand er gegen den SV Sierning erstmals im Kader der Kampfmannschaft von Dietach. Sein Debüt in der OÖ Liga gab er im März 2013, als er am 26. Spieltag der Saison 2012/13 gegen den FC Wels in der 82. Minute für René Kober eingewechselt wurde. Zu Saisonende stieg er mit dem Verein aus der OÖ Liga ab.
Nur eine Saison später musste man 2014 auch aus der fünftklassigen Landesliga in die sechstklassige Bezirksliga absteigen. 2016 stieg Lichtenberger mit seinem Verein wieder in die Landesliga auf.
Zur Saison 2017/18 wechselte er zunächst leihweise zum Regionalligisten SK Vorwärts Steyr. Sein erstes Spiel in der Regionalliga absolvierte er im Juli 2017, als er am ersten Spieltag jener Saison gegen die Union St. Florian in der Startelf stand und in der 82. Minute durch Patrick Bilic ersetzt wurde. Zu Saisonende stieg er mit Steyr in die 2. Liga auf. Im Mai 2018 wurde er fest von Steyr unter Vertrag genommen.
Sein Debüt in der zweithöchsten Spielklasse gab er im Juli 2018, als er am ersten Spieltag der Saison 2018/19 gegen die SV Ried – wie schon bei seinem Regionalligadebüt – in der Startelf stand und in der 82. Minute durch Patrick Bilic ersetzt wurde. Zur Saison 2019/20 wechselte er zum Ligakonkurrenten SV Lafnitz. Für die Steirer kam er in jener Spielzeit zu 27 Zweitligaeinsätzen, in denen er acht Tore erzielte. Nach der Saison 2019/20 verließ er den Verein wieder.
Daraufhin wechselte er zur Saison 2020/21 zum Ligakonkurrenten SKU Amstetten. Für Amstetten absolvierte er in jener Saison 22 Zweitligapartien, in denen er ein Tor erzielte. Zur Saison 2021/22 kehrte er wieder nach Lafnitz zurück. In seiner zweiten Zeit in Lafnitz kam er zu 47 Zweitligaeinsätzen, in denen er neunmal traf. Zur Saison 2023/24 zog er weiter innerhalb der Liga zum Grazer AK, bei dem er einen bis Juni 2025 laufenden Vertrag erhielt.